# NGC 1699
NGC 1699 је спирална галаксија у сазвежђу Еридан која се налази на NGC листи објеката дубоког неба.
Деклинација објекта је - 4° 45' 26" а ректасцензија 4h 56m 59,5s. Привидна величина (магнитуда) објекта NGC 1699 износи 13,9 а фотографска магнитуда 14,7. NGC 1699 је још познат и под ознакама MCG -1-13-39, IRAS 04545-0449, PGC 16390.